# JMEV
Jiangxi Jiangling Group New Energy Vehicle Co., Ltd. (abbreviato in JMEV) è una casa automobilistica cinese fondato nel 2015 con sede a Nanchang (Jiangxi) controllata congiuntamente da Renault (50%), il gruppo JMCG (37%) e il fondo China Agricultural Development Construction Fund Corporation (13%).

## Storia
Nel 2014 casa automobilistica cinese Jiangling Motors annuncia la creazione di una filiale incentrata nello sviluppo e nella produzione di auto elettriche in partnership con Changan. Il 15 gennaio 2015, Jiangling Motors Corporation Group ha istituito la nuova sussidiaria chiamata JMEV e la prima vettura prodotta è stata la JMEV E100, una LSEV (vettura elettrica che in Cina è quasi equivalente ad un quadriciclo) assemblato su licenza nello stabilimento di Nanchang. Nel 2016, l'azienda inaugura un centro di ricerca e sviluppa e presenta il secondo modello, la E200, una versione elettrica della Changan Ben Ben. 
La gamma si espande successivamente con altri modelli di city car elettriche sempre assemblate su licenza: la E160 e l'E200S.
Nell'aprile 2018 JMEV ha iniziato la costruzione di una nuova base produttiva a Kunming dalla capacità di 100.000 auto all'anno. Nello stesso anno vengono presentati i primi modelli sviluppati in proprio con il nuovo brand Yizhi (EVEasy in inglese): la EV3 e la EV2 due piccole utilitarie.
Nel luglio 2019 Renault ha acquistato una quota del 50% di JMEV, mentre JMCG e China Agricultural Development Construction Fund Corporation scesero rispettivamente al 37% e al 13%. L'azienda è stata quindi riorganizzata come joint venture.
Con l’ingresso di Renault si è avviata una nuova fase che prevedeva lo sviluppo di auto destinate anche all’esportazione nel mercato europeo. 

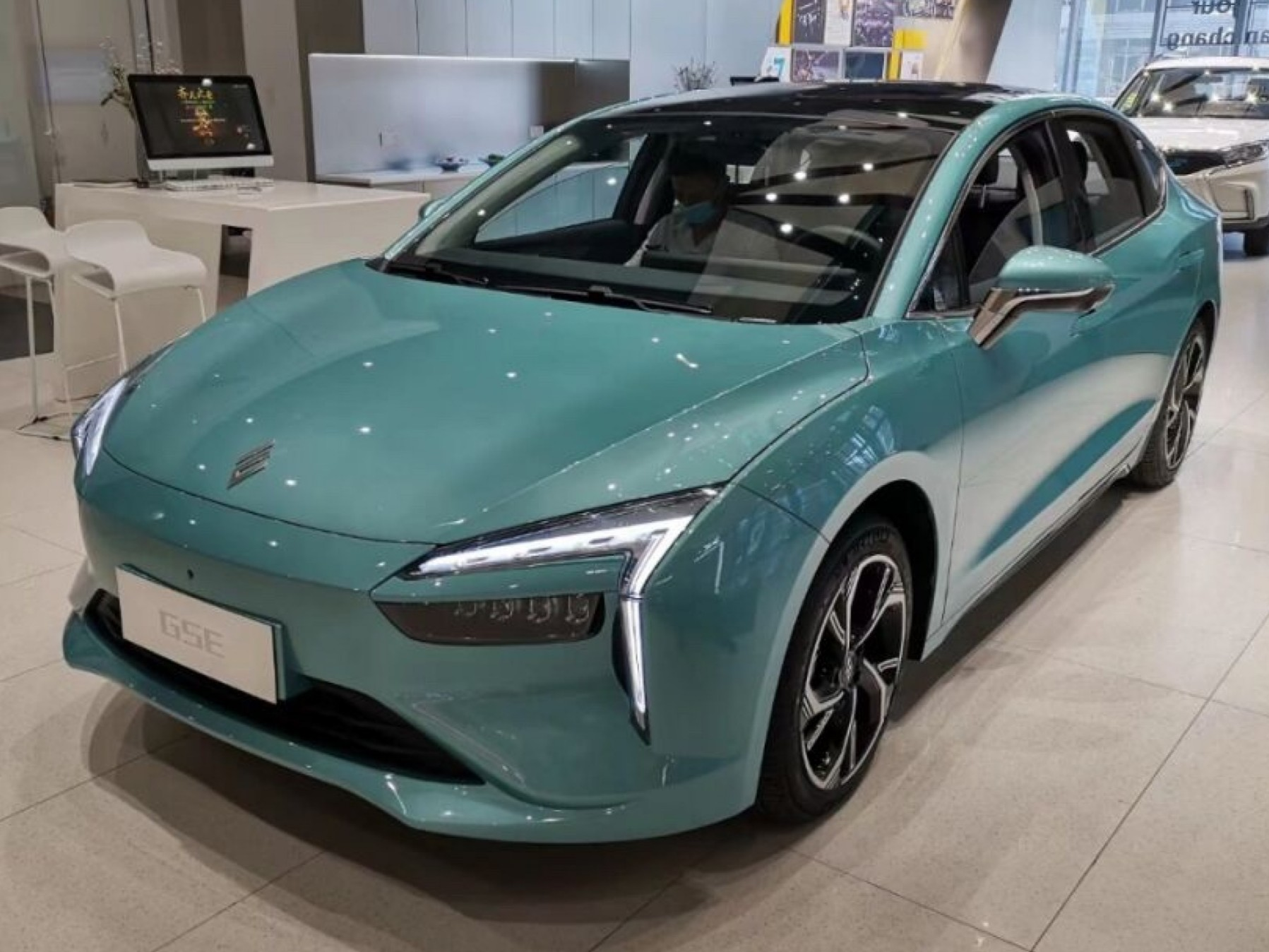
JMEV Yi nota in Europa come Mobilize Limo

Nel settembre 2021 viene presentata la JMEV Yi, berlina elettrica che entra in produzione nel 2022 e sarà esportata nel mercato europeo da Renault con il marchio Mobilize destinato alle flotte.
Nel dicembre 2023 la city car EV3 viene aggiornata adottando per la prima volta nuove batterie con celle agli ioni di sodio.

## Autovetture prodotte

### In produzione
- JMEV Yi, berlina elettrica esportata in Europa da Renault con il nome Mobilize Limo;
- JMEV EV2, utilitaria di segmento A elettrica precedentemente nota come JMEV E200;
- JMEV EV3, utilitaria di segmento A elettrica precedentemente nota come JMEV E300;

### Fuori produzione
- JMEV EX5, versione elettrica della Landwind X2
- JMEV E100
- JMEV E160
- JMEV E200S, versione elettrica della Changan Ben Ben;

### Altri veicoli
JMEV ha sviluppato la variante elettrica del pick-up JMC Yuhu e della SUV JMC S330; tali veicoli però non sono stati venduti col marchio JMEV.